# Колемины
Колемины — древний дворянский род, из рязанских бояр.
Род Колеминых разделился на три ветви, которые были внесены в VI и I части родословных книг Рязанской, Тамбовской и Владимирской губерний.
В Рязанской губернии существовало 4 ветви рода Колеминых:
- поручик Иван Васильевич Колемин (17.12.1792).
- капитан-лейтенант Иван Григорьевич Колемин (10.03.1817).
- гвардии подпрапорщик Иван Фомич Колемин (18.12.1817).
- дети гвардии прапорщика Андрея Николаевича Колемина (05.09.1831).

## Происхождение и история рода
Представители рода служили боярами Великим князьям рязанским, до присоединения к великому московскому княжеству (1521). Тимофей Дмитриевич Колемин находился при осаде Зарайска (1563), за что пожалован поместьем Василий Колемин — осадной голова в Пронске (1572), затем в Рязани. Юрий Колемин — осадной голова в Переяславле Рязанском (1576).

## Описание герба
В верхней половине щита в голубом и золотом полях находится лев, держащий в правой лапе саблю; в нижней половине в серебряном и красном полях — стена с тремя зубцами, переменных с полями цветов.
На щите дворянский коронованный шлем. Нашлемник: три страусовых пера. Намёт на щите голубой, подложен золотом (Гербовник, VII, 27).

## Известные представители
- Колемин Артемий Иванович — тарусский городовой дворянин (1627-1629).
- Колемин Тимофей Артемьевич – московский дворянин (1636-1640).
- Колемин Иван Григорьевич – московский дворянин (1671-1692).
- Колемин Алексей Герасимович – стряпчий (1681), стольник (1692).
- Колемин Филат Варламович – стряпчий (1692).
- Колемин Иван Мартемьянович – московский дворянин (1692)[5].